# Invasione del Kuwait
L'Invasione del Kuwait (in arabo غزو العراق للكويت‎?) è stata un'operazione militare condotta dall'Iraq, con la quale invase il vicino Kuwait, provocando di conseguenza un'occupazione militare del paese durata sette mesi. L'operazione si concluse con l'annessione del Kuwait all'Iraq, non riconosciuta dall'ONU, che diede inizio alla guerra del Golfo.

## Cause del conflitto
Il Kuwait fu un ottimo alleato dell'Iraq durante la guerra Iran-Iraq poiché possedeva il più importante porto del golfo Persico, dopo che quello di Bassora venne distrutto nei combattimenti. Tuttavia, a guerra conclusa, le relazioni tra i due paesi crollarono a causa di ragioni economiche e diplomatiche che culminarono nell'invasione irachena del Kuwait.

### Disputa sul debito finanziario
Il Kuwait finanziò pesantemente l'Iraq durante la guerra con l'Iran, inimicandosi così la nazione persiana. Quest'ultima colpì più volte i depositi di carburante nel 1984 e il personale dell'isola di Bubiyan nel 1988.
Alla fine della guerra tra Iraq ed Iran, gli iracheni non erano nella posizione finanziaria di ripagare i 14 miliardi di dollari che il governo del Kuwait aveva prestato loro; non potendo quindi ripagare il debito, gli iracheni diedero il via all'invasione. L'Iraq affermò che la guerra era cominciata per prevenire l'ascesa dell'influenza persiana nel Mondo arabo. Tuttavia, la riluttanza kuwaitiana a condonare il debito portò all'attrito tra i due paesi arabi. Alla fine del 1989, furono organizzati diversi incontri ufficiali tra i leader dei due paesi, ma non si riuscì a trovare un accordo.

### Guerra economica e perforazioni petrolifere
Nel 1988 il Ministro del Petrolio iracheno Issam al-Chalabi protestò contro l'ulteriore riduzione della quota di produzione del petrolio ai membri dell'OPEC, a causa del surplus di produzione degli anni ottanta. Chalabi affermò che se il prezzo del petrolio fosse cresciuto, gli introiti dell'Iraq sarebbero aumentati e il paese sarebbe stato in grado di pagare il debito di 60 miliardi di dollari. Tuttavia, a causa della propria industria petrolifera, il Kuwait fece poco riferimento al prezzo del petrolio greggio e, nel 1989, richiese il permesso all'OPEC di incrementare la propria produzione totale di petrolio del 50%, fino a un milione e trecentocinquantamila barili al giorno. Per la maggior parte degli anni '80 il Kuwait produsse molto più petrolio di quanto fosse consentito dall'OPEC e questo evitò un aumento del prezzo del greggio.
Una mancanza di consenso tra i membri dell'ente internazionale minò i tentativi iracheni di porre fine al surplus kuwaitiano e di riprendersi dalla guerra. Secondo l'ex-Ministro degli Esteri iracheno, Tareq Aziz, "ogni dollaro in meno sul prezzo di un barile di petrolio causava un miliardo di dollari in più di rendita innescando una forte crisi finanziaria a Baghdad." Si stima che tra il 1985 e il 1989, gli iracheni persero 14 miliardi di dollari all'anno a causa della strategia adottata dal prezzo del petrolio kuwaitiano. Il rifiuto del Kuwait di diminuire la produzione di petrolio venne visto dall'Iraq come un atto d'aggressione nei suoi confronti.
Le crescenti tensioni tra le due nazioni furono ulteriormente aggravate quando l'Iraq affermò che il Kuwait stava perforando lungo il confine nella regione della Rumaila, attingendo ai giacimenti dell'Iraq stesso. La disputa sulla regione nacque già nel 1960, quando una dichiarazione della Lega araba stabilì che il confine tra i due paesi fosse a circa 3 km a nord del confine più meridionale della Rumaila. Durante la guerra Iraq-Iran, le perforazioni irachene nella regione diminuirono, mentre crebbero le operazioni di trivellamento del Kuwait.
Nel 1989, l'Iraq accusò il Kuwait di usare "tecniche di perforazioni avanzate" trasversali per estrarre petrolio dalla loro parte della Rumaila. Gli iracheni stimarono che 2,4 miliardi di dollari di petrolio, che sarebbero dovuti finire nelle casse dell'Iraq, furono "rubati" dal Kuwait, chiedendo poi un rimborso. Il Kuwait ribatté che le accuse erano false e che si trattava di una scusa adottata dagli iracheni per giustificare azioni militari contro di loro. Diverse imprese straniere che lavoravano in Rumaila confermarono che si trattava di una "cortina di fumo per mascherare le intenzioni più ambiziose dell'Iraq".
Il 25 luglio 1990, solo pochi giorni prima dell'invasione irachena, l'OPEC comunicò che il Kuwait e gli Emirati Arabi Uniti si erano accordati per limitare la produzione giornaliera ad un milione e mezzo di barili, decretando potenzialmente una divergenza tra la politica petrolifera del Kuwait e dell'Iraq. All'epoca, più di 100 000 soldati iracheni erano dispiegati lungo il confine tra Iraq e Kuwait ed alcuni ufficiali americani indicarono un lieve calo delle tensioni nonostante le decisioni dell'OPEC.

### Pretese egemoniche irachene
Gli iracheni non affermarono mai di aver invaso il Kuwait per prendere il controllo delle riserve petrolifere, ma di averlo fatto perché consideravano il Kuwait come parte dell'Iraq, separatosi a causa dell'imperialismo britannico. Dopo la firma della Convenzione anglo-ottomana del 1913, il Regno Unito strappò il Kuwait all'Impero ottomano. Il governo iracheno affermò inoltre che l'Emiro del Kuwait era una figura molto impopolare. Rovesciando l'Emiro, l'Iraq dichiarò di voler garantire una estesa libertà politica ed economica ai kuwaitiani.
Il Kuwait fu quindi tolto al Governatorato ottomano di Basra. Anche se la famiglia reale al-Sabah aveva concluso un accordo con i britannici per la gestione degli affari esteri nel 1899, non aveva mai cercato la secessione dall'Impero ottomano. Per questa ragione, i confini con la provincia di Basra non furono mai ben definiti e riconosciuti. Oltretutto, gli iracheni sentenziarono che l'Alto Commissariato Britannico "disegnò i confini impedendo deliberatamente all'Iraq l'accesso all'oceano in modo che l'eventuale futuro governo iracheno non avrebbe potuto minacciare il dominio britannico del golfo".

### Scontri diplomatici
I postumi della guerra Iran-Iraq, la disputa sulla Rumaila e le deteriorate relazioni diplomatiche tra Iraq e Kuwait innescarono diversi scontri diplomatici tra i due paesi durante i vari summit regionali e del Consiglio di cooperazione del Golfo.

## Relazioni Iraq-Stati Uniti

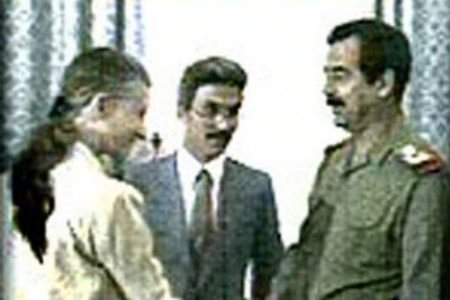
Primo meeting tra April Glaspie e Saddam Hussein

Il 25 luglio 1990 l'ambasciatrice statunitense in Iraq, April Glaspie, chiese all'Alto Comando iracheno di dare spiegazione in merito alle operazioni militari in atto, incluso il massiccio raggruppamento di truppe vicino al confine con il Kuwait. L'ambasciatrice dichiarò al suo interlocutore iracheno che Washington, "ispirato da un sentimento di fratellanza e non di confronto, non ha un'opinione" sul disaccordo tra Kuwait ed Iraq affermando che "noi non abbiamo un'opinione sui conflitti tra arabi." Glaspie inoltre confidò a Saddam Hussein che gli Stati Uniti non intendevano "cominciare una guerra economica contro l'Iraq". Questa affermazione potrebbe aver spinto Saddam a credere di aver ricevuto un'implicita luce verde dagli Stati Uniti per invadere il Kuwait.
Secondo il professor Richard E. Rubenstein, all'ambasciatrice Glaspie fu in seguito chiesto da una giornalista britannica perché avesse pronunciato quella frase e lei rispose che "noi non pensavamo sarebbe arrivato a tanto", riferendosi all'invasione e all'annessione del Kuwait. Anche se non furono poste ulteriori questioni, si potrebbe pensare che gli Stati Uniti ritenessero, nel luglio 1990, che Saddam Hussein fosse interessato solo a far condonare il debito iracheno con il Kuwait e di diminuirne la produzione di petrolio.

## Invasione

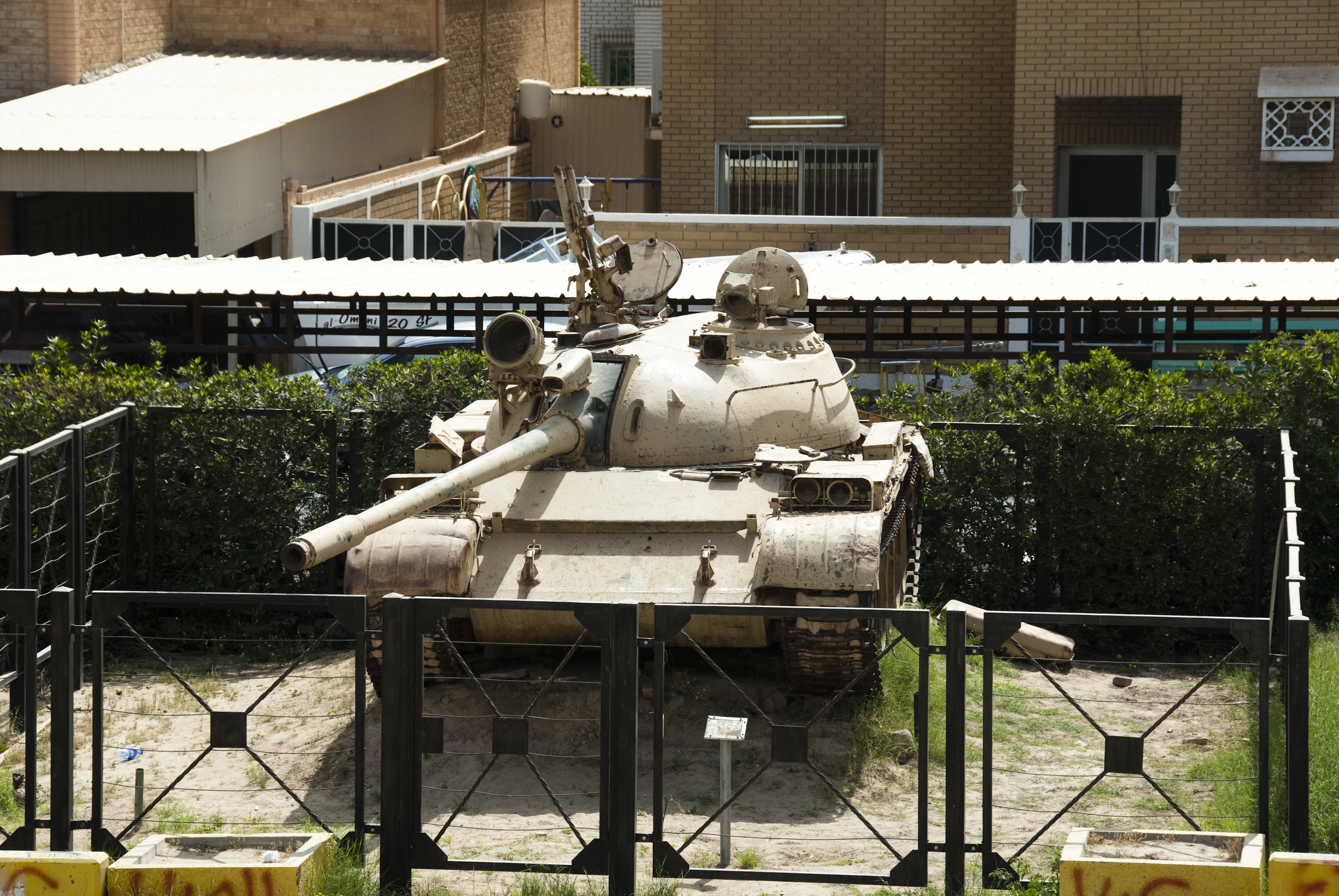
Un carro Type 69 iracheno presso al-Qurain

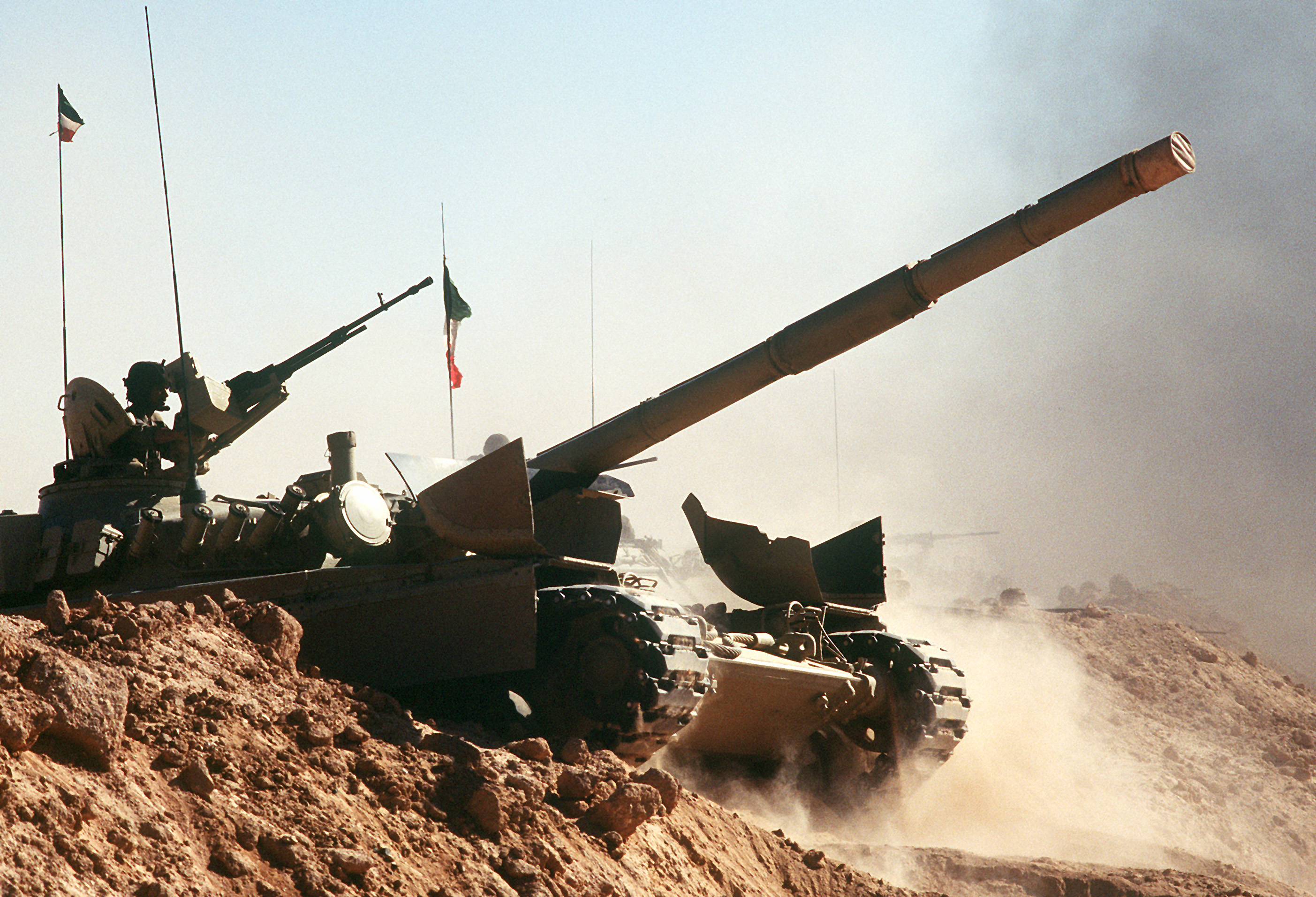
Un carro M-84 kuwaitiano durante l'operazione Desert Shield nel 1990

Il 2 agosto 1990, alle ore 02:00, ora locale, l'Iraq lanciò l'invasione del Kuwait con le sue quattro unità d'élite della Guardia Repubblicana: la 1ª Divisione Corazzata Hammurabi, la 2ª Divisione Corazzata Medinah, la 3ª Divisione Meccanizzata Tawalkalna e la 4ª Divisione Motorizzata Nabucodonosor. Le operazioni principali furono condotte da Commando nella battaglia del Dasman Palace.
A supporto di queste unità, l'Esercito iracheno dispiegò uno squadrone di elicotteri da guerra Mil Mi-24 e diverse unità da trasporto di Mil Mi-8 e Mil Mi-17, come pure uno squadrone di Bell 412. La principale missione degli elicotteri fu il trasporto dei Commando iracheni fino a Kuwait City ed in seguito il supporto all'avanzata delle truppe di terra. L'Aviazione irachena possedeva almeno due squadroni di Sukhoi Su-22, uno di Su-25, uno di Mirage F1 e due di cacciabombardieri MiG-23. L'obiettivo principale dell'aviazione era di stabilire la superiorità aerea attraverso un limitato numero di raid sulle basi della Forza Aerea kuwaitiana, le cui unità consistevano principalmente di Mirage F1 e A-4 Skyhawk. Tuttavia, furono colpiti anche degli obiettivi a Kuwait City.
Il Kuwait non aveva allertato le proprie Forze Armate che, in tal modo, furono colte di sorpresa. La prima indicazione dell'avanzata delle forze irachene fu segnalata da un aerostato radar che identificò una colonna di corazzati iracheni in movimento verso sud. I militari del Kuwait si opposero come poterono, ma si trovavano in pesante inferiorità numerica. Sul fronte centrale, la 35ª Brigata kuwaitiana dispiegò un battaglione di carri Chieftain, alcuni mezzi BMP e una batteria d'artiglieria, che si opposero agli iracheni nella battaglia dei Ponti, presso Jahrah. A sud, la 15ª Brigata Corazzata si mosse immediatamente per evacuare le sue forze in Arabia Saudita e della limitata Marina kuwaitiana, due motocannoniere missilistiche riuscirono ad evitare di essere catturate o distrutte.
L'Aviazione del Kuwait fu attaccata, e nei cieli di Kuwait City venne combattuta una battaglia tra le forze aree irachene e quelle kuwaitiane, che subirono gravi perdite. Approssimativamente, il 20% di queste ultime venne distrutto o catturato, mentre il restante 80% degli effettivi si rifugiò in Arabia Saudita e Bahrain. Anche se, nella seguente invasione della Coalizione internazionale, l'Aviazione Libera kuwaitiana non partecipò agli scontri, venne impiegata nei pattugliamento lungo il confine tra Arabia Saudita e Yemen, quest'ultimo considerato una minaccia potenziale a causa di un'alleanza con l'Iraq.
Le truppe irachene attaccarono il Dasman Palace, la residenza reale, nella battaglia che ne prende il nome. La Guardia dell'Emiro del Kuwait, supportata dalla polizia locale e da alcuni carri M-84, riuscì a respingere un assalto aviotrasportato dei Commando iracheni, ma dovette cedere quando il palazzo, situato lungo la costa, venne attaccato da un'unità di Marines iracheni.
L'Emiro del Kuwait, Jabir III, era già esfiltrato in Arabia Saudita. Il suo fratellastro più giovane, lo sceicco Fahad, venne ucciso dalle forze irachene mentre combatteva per difendere il Palazzo; il suo corpo venne poi legato sulla parte anteriore di un carro e portato via come trofeo, secondo la testimonianza di un militare iracheno che disertò dopo l'assalto.
Verso la fine del primo giorno di guerra, rimanevano solo delle piccole sacche di resistenza nel paese. Il 3 agosto, le ultime unità militari stavano ancora disperatamente combattendo negli ultimi punti difendibili fino all'esaurimento di munizioni o alla morte. La base aerea Ali al-Salim era l'unica base ancora libera e l'aviazione kuwaitiana la riforniva con un ponte aereo dall'Arabia Saudita. Tuttavia, la notte seguente, la base venne occupata dalle forze irachene.
A quel punto era solo questione di tempo perché le forze militari del Kuwait venissero sconfitte o si ritirassero oltre il confine.

## Conseguenze

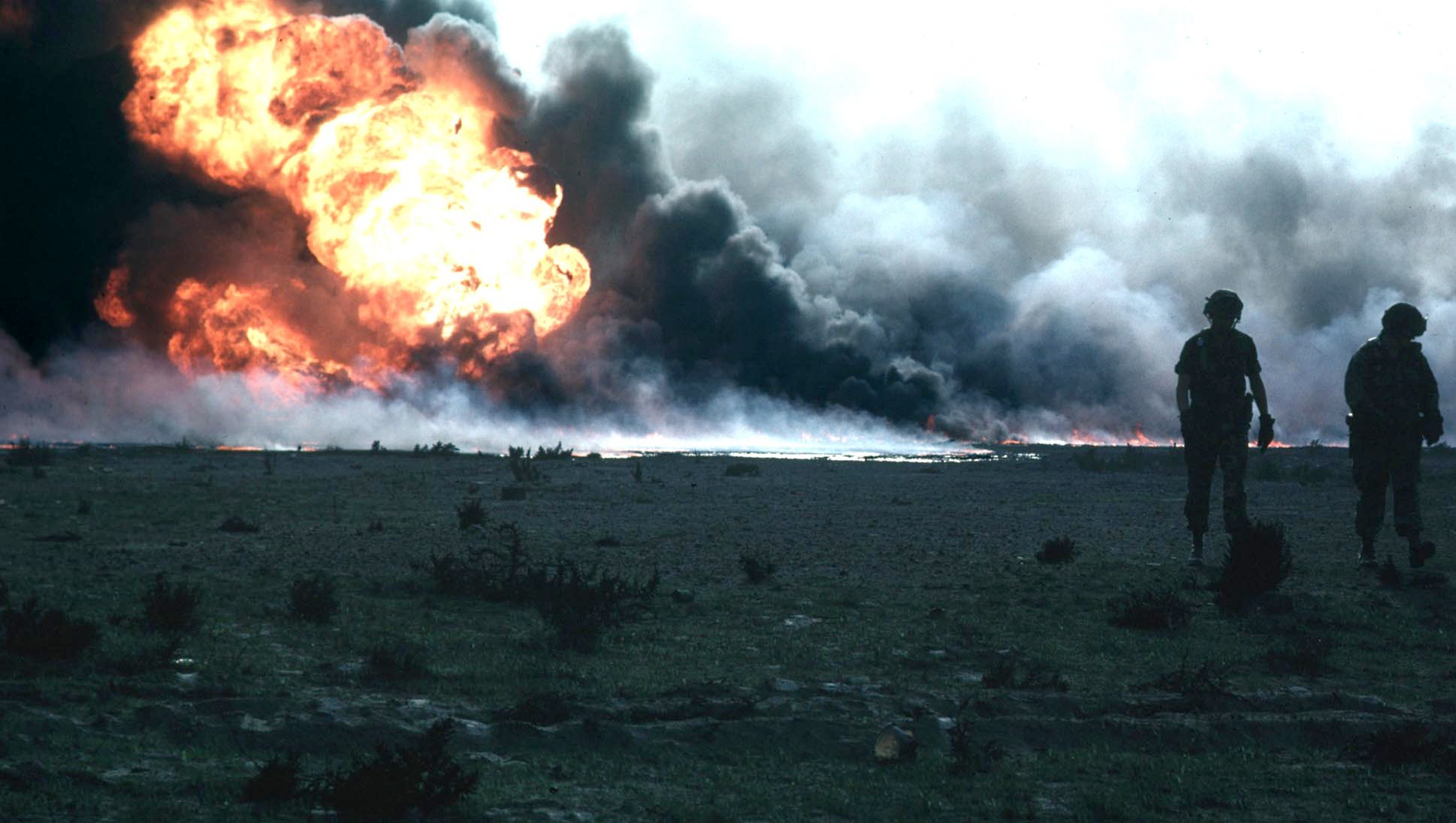
Più di 600 pozzi petroliferi furono dati alle fiamme dalle forze irachene che danneggiarono l'ambiente e l'economia del Kuwait

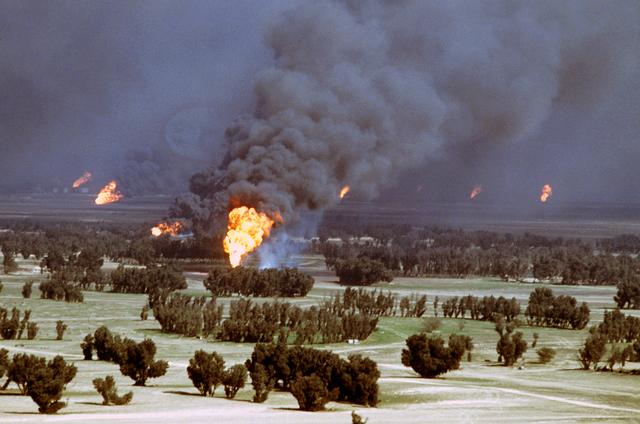
Il fuoco fu il risultato di una politica distruttiva adottata dalle truppe irachene in ritirata dal Kuwait

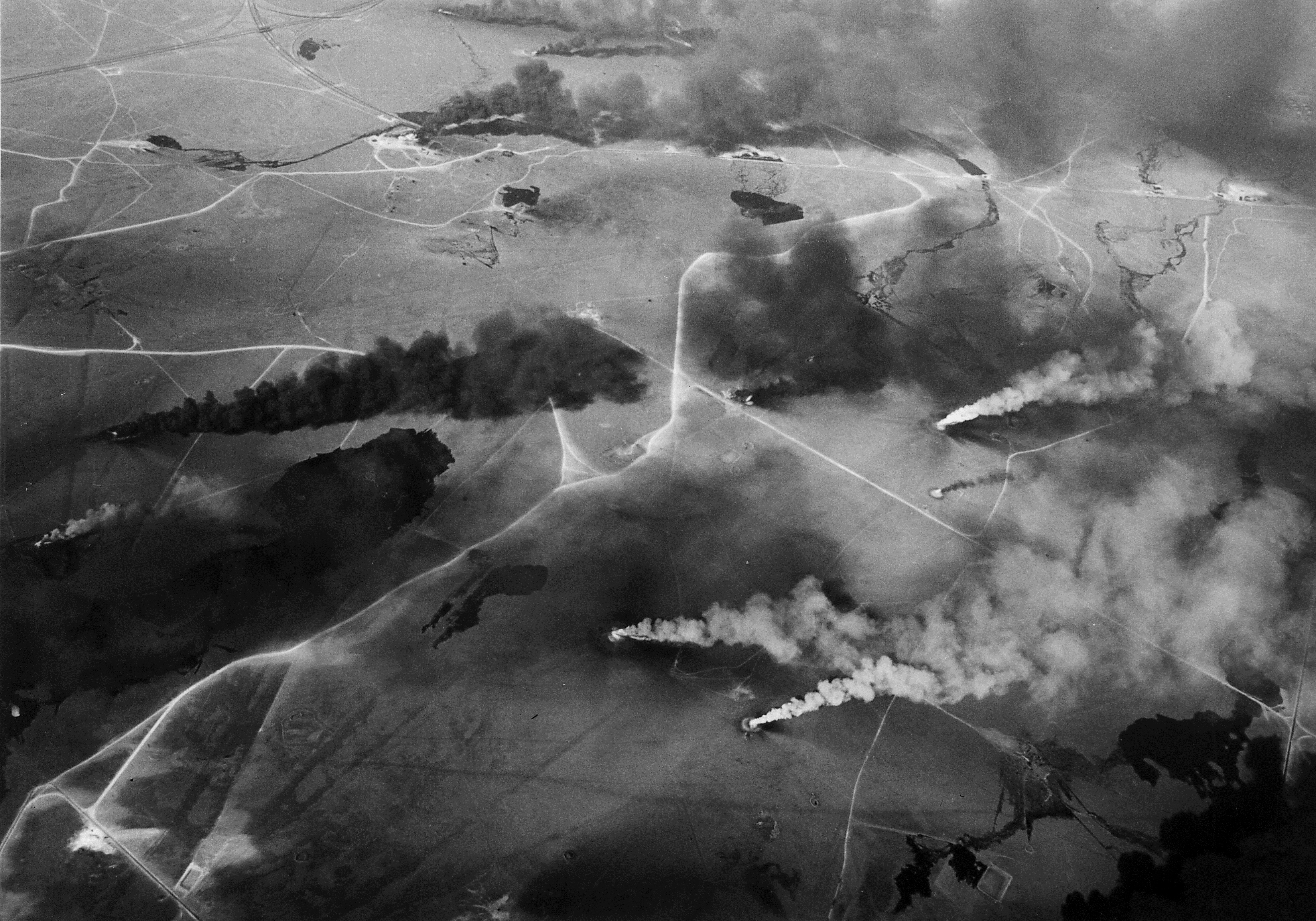
Vista aerea dei pozzi in fiamme

Dopo la vittoria decisiva irachena, Saddam Hussein nominò Alaa Hussein Ali Primo Ministro della nuova Repubblica del Kuwait e Ali Hassan al-Majid Governatore del Kuwait. La famiglia reale ed il governo, in esilio, iniziarono una campagna internazionale per persuadere altre nazioni a far pressione sull'Iraq affinché si ritirasse dal Kuwait. Il Consiglio di Sicurezza delle Nazioni Unite deliberò 12 risoluzioni chiedendo l'immediato ritiro delle forze irachene dal Kuwait, senza esito positivo.
In seguito alla guerra tra Iraq e Kuwait, circa metà della popolazione kuwaitiana, 400 000 persone e tutti gli stranieri lasciarono il paese. Più di 150 000 indiani che vivevano in Kuwait vennero fatti evacuare in aereo dal loro governo in una settimana.
Durante i sette mesi di occupazione irachena, le forze di Saddam Hussein saccheggiarono le enormi ricchezze del Kuwait e si resero responsabili di numerose violazioni dei diritti umani: circa 600 kuwaitiani furono catturati dagli iracheni e di loro non si seppe più nulla. Uno studio del 2005 rivelò che l'occupazione irachena ebbe un impatto negativo, a lungo termine, per la salute del popolo del Kuwait.

### Condanna internazionale e guerra del Golfo

Manovre delle truppe di terra dal 24 al 28 febbraio 1991 durante l'operazione Desert Storm

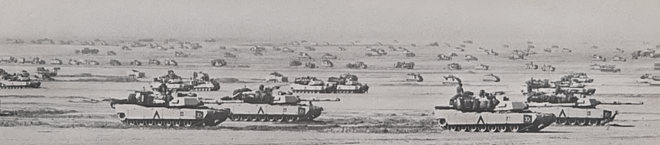
Carri americani della 3ª Divisione Corazzata durante l'operazione Desert Storm

L'invasione e l'occupazione del Kuwait vennero condannate all'unanimità dalle maggior potenze mondiali. Anche paesi tradizionalmente vicini all'Iraq, come Francia e India, chiesero l'immediato ritiro delle truppe irachene dal Kuwait. Diversi paesi, inclusa l'Unione Sovietica e la Cina, posero un embargo armato sull'Iraq. I membri della NATO furono particolarmente critici verso gli iracheni e, alla fine del 1990, gli Stati Uniti inviarono un ultimatum all'Iraq chiedendo di ritirare le truppe minacciando la guerra.
Il 3 agosto 1990 il Consiglio di Sicurezza dell'ONU approvò la Risoluzione 660 che condannava l'invasione irachena del Kuwait, chiedendo il ritiro incondizionato di tutte le forze dell'Iraq dispiegate in Kuwait. Dopo una serie di negoziati falliti, la Coalizione dell'ONU, guidata dagli Stati Uniti, lanciò un massiccio assalto militare in Iraq e contro le forze irachene nel Kuwait, a metà gennaio 1991. Entro il 16 gennaio, gli aerei della Coalizione colpirono diverse basi militari distruggendo le forze aeree irachene. Le ostilità continuarono fino a fine febbraio e il 25 di quel mese il Kuwait fu ufficialmente liberato dall'Iraq. Il 15 marzo 1991 l'emiro del Kuwait ritornò in patria dopo otto mesi di esilio. Durante l'occupazione irachena, circa 1 000 civili kuwaitiani furono uccisi e più di 400 000 residenti lasciarono il paese.

### Post guerra del Golfo
Nel dicembre 2002 Saddam Hussein si scusò ufficialmente per l'invasione del Kuwait, poco tempo prima di essere deposto in seguito alla seconda guerra del Golfo. Due anni dopo, anche la leadership palestinese si scusò per il supporto dato a Saddam in tempo di guerra. Il presidente yemenita Ali Abdullah Saleh, alleato storico dell'Iraq, sostenne l'invasione del Kuwait; per tale motivo, a guerra finita, il governo kuwaitiano deportò in massa tutti gli yemeniti presenti nel paese.